# Wertach
Wertach er en flod i Bayern i det sydlige Tyskland, den er en biflod til Lech fra venstre og har en længde på 151 km.
Wertach har sit udspring i Allgäuer Alperne i Bad Hindelang øst for for Sonthofen tæt på grænsen til Østrig (Landkreis Oberallgäu). Den løber nordover forbi byerne Wertach, Nesselwang, Marktoberdorf, Kaufbeuren, Schwabmünchen og Bobingen. Wertach munder ud i Lech i Augsburg. Lech er igen en biflod til Donau.
47°31′43″N 10°25′19″Ø / 47.5286°N 10.4219°Ø